# Orange Compile-橙の能動編積式-
『Orange Compile-橙の能動編積式-』（オレンジコンパイル だいだいののうどうへんせきしき）は、2004年12月31日にリリースされた浅倉大介のアルバム。発売元はDarwin Record。

## 概要
2004年から2005年にかけて、1年間で虹の七色をモチーフとした7枚のアルバムを制作するというコンセプトのもとリリースされたアルバム「Quantum Mechanics Rainbow」シリーズの第6弾。本作は「橙」をモチーフとして制作。オリコン週間インディーズチャートでは12位にランクインし、累計売上は0.3万枚を記録した。

## 収録曲
1. Petitgrain Mandarin
  - 作曲・編曲：浅倉大介
2. Orange Tea Time
  - 作詞：麻倉真琴　作曲・編曲：浅倉大介
3. Platonic Compile
  - 作曲・編曲：浅倉大介
4. ＃CaCO3
  - 作曲・編曲：浅倉大介
5. étude on B-String
  - 作曲・編曲：浅倉大介
6. ＃CaSO4
  - 作曲・編曲：浅倉大介
7. Antares Pain
  - 作詞：麻倉真琴　作曲・編曲：浅倉大介
8. Quantum Mechanics Rainbow Ⅵ
  - 作曲・編曲：浅倉大介
9. Neroli Bigarade
  - 作曲・編曲：浅倉大介

## エンジニア
- Recorded&Mixed by Daisuke Asakura
- Assisted by Takashi Ikito
- Mastered by Yasuji Maeda